# حسين أباد عاشق
حسين‌ أباد عاشق هي قرية في مقاطعة نائين، إيران. عدد سكان هذه القرية هو 57 في سنة 2006.